# The Stronger Love
The Stronger Love è un film muto americano del 1916 diretto e interpretato da Frank Lloyd. Fu il primo film girato per la Morosco da Vivian Martin.

## Produzione
Il film fu prodotto dalla Oliver Morosco Photoplay Company.

## Distribuzione
Distribuito dalla Paramount Pictures e dalla Famous Players-Lasky Corporation, uscì nelle sale cinematografiche statunitensi il 13 agosto 1916.
Copia della pellicola viene conservata negli archivi della Library of Congress.